# ماهر الشرع
ماهر الشرع (زادهٔ ۱۹۷۳ در دمشق) سیاستمدار و پزشک سوری است که درحال حاضر به عنوان دبیرکل ریاست‌جمهوری سوریه از آوریل ۲۰۲۵ خدمت می‌کند. او قبلاً به عنوان وزیر بهداشت در دولت سرپرست سوریه از دسامبر ۲۰۲۴ تا مارس ۲۰۲۵ خدمت می‌کرد.

## تحصیلات
الشرع دارای مدرک پی‌اچ‌دی در علوم پزشکی و دیپلم مدیریت بهداشتی است.

## سیاست
الشرع مشاور وزیر بهداشت در دولت نجات سوریه بود.
وی در ۱۶ دسامبر ۲۰۲۴ به عنوان وزیر بهداشت در دولت سرپرست سوریه منصوب شد. به گزارش شبکه خبری شام، با توجه به اینکه الشرع برادر احمد الشرع، رهبر دفاکتوی سوریه (و رئیس‌جمهور بعدی) است، این انتصاب نژادپرستانه تلقی شد.
در ۵ آوریل ۲۰۲۵، او به عنوان دبیرکل رئیس‌جمهور منصوب شد.

## زندگی شخصی
الشرع برادر احمد الشرع، رهبر سابق هیئت تحریر شام و رئیس‌جمهور سوریه پس از سقوط رژیم اسد است.